# Synema nigrum
Synema nigrum är en spindelart som beskrevs av Eugen von Keyserling 1880. Synema nigrum ingår i släktet Synema och familjen krabbspindlar.
Artens utbredningsområde är Peru. Inga underarter finns listade i Catalogue of Life.